# Brian Vandenbussche
Brian Vandenbussche (pronunciación: [ˈbrɑ.jɐn ˌvɐn.dən.ˈbʏ.sə]) (24 de septiembre de 1981, Blankenberge, Bélgica) es un exfutbolista belga que jugaba de portero. Actualmente es entrenador de porteros en el Royal Antwerp Football Club de la Primera División de Bélgica.

## Carrera
Empezó en el Brujas de su país. A pesar de no jugar con asiduidad fue traspasado en 2002 a un equipo de una liga mayor, el Sparta Rotterdam holandés, donde permaneció dos años. Luego, en 2004, fichó por el SC Heerenveen, donde siempre ha sido titular indiscutible.

## Selección nacional
Brian ha sido internacional en tres ocasiones con Bélgica.
- Datos: Q201384
- Multimedia: Brian Vandenbussche / Q201384